# 2015 en Algérie
Chronologie de l’Algérie
- 2011
- 2012
- 2013
- 2014
- 2015
- 2016
- 2017
- 2018
- 2019

Cet article présente les faits marquants de l'année 2015 en Algérie ou relatifs à l'Algérie; datation selon le calendrier grégorien.

## Événements
- 19 et 20 mai : combat de Ferkouia au cours d'une offensive de l'armée algérienne contre les djihadistes.
- 8 juillet : des affrontements intercommunautaires à Ghardaïa, font au moins 22 morts et plusieurs blessés.
- 16 et 17 juillet : embuscade de Djebel Louh, menée par AQMI contre l'armée algérienne, a eu lieu dans une zone accidentée du djebel Louh (mont Ellouh) près du Râs Tifrane sur la commune de Tarik Ibn Ziad, dans la Wilaya de Aïn Defla, à 150 kilomètres au sud-ouest d'Alger.
- 10 septembre : Menad Nouba est nommé commandant de la Gendarmerie nationale algérienne, il succède dans ces fonctions à Ahmed Boustila[1].
- 29 décembre : fondation de l'École internationale américaine d'Alger (en anglais : American International School of Algiers; en arabe : المدرسة الدولية الأمريكية بالجزائر; en berbère : Aɣerbaz Agreɣlan Amarikani n Dzayer), abrégé en AISA, école primaire privée internationale. Elle propose un programme académique pour les élèves anglophones allant de la maternelle jusqu'à la septième année, enseigné par des instituteurs américains.

## Sports

### Basket-ball
- Championnat d'Algérie de basket-ball 2014-2015
- Championnat d'Algérie de basket-ball 2015-2016
- Championnat d'Algérie de basket-ball de deuxième division 2015-2016
- Championnat d'Algérie féminin de basket-ball 2015-2016
- Coupe d'Algérie de basket-ball 2014-2015
- Coupe d'Algérie de basket-ball 2015-2016

### Cyclisme
- Tour d'Algérie 2015

### Football
- Équipe d'Algérie de football en 2015
- Supercoupe de la CAF 2015
- Championnat d'Afrique du Nord des nations des moins de 23 ans 2015
- Championnat d'Algérie de football 2014-2015
- Championnat d'Algérie de football 2015-2016
- Championnat d'Algérie féminin de football 2015-2016
- Championnat d'Algérie de football de deuxième division 2014-2015
- Championnat d'Algérie de football de deuxième division 2015-2016
- Championnat d'Algérie de football de troisième division 2014-2015
- Championnat d'Algérie de football de troisième division 2015-2016
- Coupe d'Algérie de football 2014-2015
- Coupe d'Algérie de football 2015-2016
- Saison 2014-2015 de l'USM Alger
- Saison 2015-2016 de l'USM Alger
- Saison 2015-2016 du MC Alger
- Saison 2015-2016 de l'USM Blida
- Saison 2015-2016 de la Jeunesse sportive de Kabylie
- Saison 2015-2016 du MC Oran

### Handball
- Équipe d'Algérie masculine de handball au Championnat du monde 2015
- Championnat d'Algérie masculin de handball 2014-2015
- Coupe d'Algérie masculine de handball 2014-2015

### Volley-ball
- Équipe d'Algérie féminine de volley-ball en 2015

## Culture

### Cinéma
- L'Algérie vue du ciel, documentaire franco-algérien réalisé par Yann Arthus-Bertrand et Yazid Tizi, sorti en 16 juin 2015[2].
- Certifiée halal, comédie franco-belgo-algérienne réalisée par Mahmoud Zemmouri, sorti le 13 mai 2015.
- Les Jours d'avant, film algéro-français réalisé par Karim Moussaoui, sorti en 2015. Ce moyen métrage a été diffusé le 28 octobre 2017 sur la chaîne Arte[3].
- Lotfi (العقيد لطفي), film de guerre algérien qui retrace la vie et le parcours du Colonel Lotfi, réalisé en 2015 par Ahmed Rachedi[4].
- Madame Courage (مدام كوراج), film algéro-français réalisé par Merzak Allouache, sorti en 2015.
- Maintenant ils peuvent venir, film dramatique franco-algérien de 2015 réalisé par Salem Brahimi. Il a été projeté dans la section Cinéma du monde contemporain du Festival international du film de Toronto 2015[5].
- Les Portes du Soleil (أبواب الشمس: الجزائر إلى الأبد, 'Abwab alshamsi: aljazayir 'iilaa al'abad), sous-titré Algérie pour toujours, film d'action algérien réalisé par Jean-Marc Minéo, sorti en 2014.
- Révolution Zendj (ثورة الزنج, Thwara al-Zanj), film en co-production (Algérie, France, Liban, Qatar), réalisé par Tariq Teguia et sorti en France en 2015.

## Naissances en 2015
- Naissance en Algérie en 2015

## Décès en 2015
- Décès en Algérie en 2015